# 1792
1792 (MDCCXCII) a fost un an bisect al calendarului gregorian, care a început într-o zi de sâmbătă.

## Evenimente

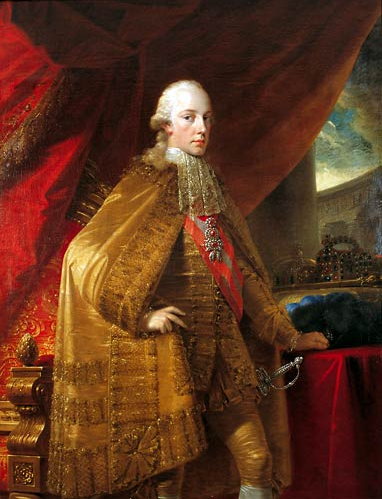
Francisc al II-lea devine ultimul împărat al Sfântului Imperiu Roman.

- 9 ianuarie: Tratatul de la Iași încheie războiul dintre Rusia și Imperiul Otoman. Rusia obține Crimeea, Oceakov și litoralul Mării Negre până la Nistru. Basarabia, Moldova și Valahia au fost retrocedate Imperiului Otoman.
- 1 martie: Moartea lui Leopold al II-lea, Împărat Roman de pleurezie; este succedat de fiul său, Francisc al II-lea.
- 16 martie: Regele Gustav al III-lea al Suediei este împușcat în spate de Jacob Johan Anckarström în noaptea balului mascat la Opera regală din Stockholm; trăiește până la 29 martie și este succedat de Gustav IV Adolf.
- 20 aprilie: Franța declară război Austriei.
- 24 aprilie: Ghilotina este experimentată pentru prima dată în Franța.
- 25 aprilie: La Marseillaise, imnul național al Franței este compus de Claude Joseph Rouget de Lisle.
- 10 august: Revoluția franceză: Palatul Tuileries este luat cu asalt iar Ludovic al XVI-lea al Franței este arestat.
- 2 septembrie: Revoluția franceză: Izbucnesc Masacrele din Septembrie, în care sunt ucise 1.200-1.600 de persoane.
- 21 septembrie: Convenția franceză abolește monarhia și proclamă Prima Republică Franceză.
- 6 noiembrie: Bătălia de la Jemappes care s-a încheiat cu victoria Franței împotriva Austriei.
- 26 decembrie: Începe procesul regelui Ludovic al XVI-lea al Franței.

### Nedatate
- martie: Începe domnia lui Alexandru Moruzi în Moldova (1792-1793).

## Nașteri
- 8 februarie: Carolina Augusta de Bavaria, soția regelui Wilhelm I de Württemberg și a împăratului Francisc I al Austriei (d. 1873)
- 17 februarie: Karl Ernst von Baer, biolog și naturalist german, fondatorul embriologiei (d. 1876)
- 29 februarie: Gioacchino Rossini (n. Giovacchino Antonio Rossini), compozitor italian de operă (d. 1868)
- 13 mai: Papa Pius al IX-lea (n. Giovanni Maria Mastai-Ferretti), (d. 1878)
- 14 iunie: Wilhelm, Duce de Nassau, bunicul matern al reginei Elisabeta a României (d. 1839)
- 8 iulie: Theresa de Saxa-Hildburghausen, soția regelui Ludovic I al Bavariei (d. 1854)
- 4 august: Percy Bysshe Shelley, poet englez (d. 1822)
- 13 august: Adelaide de Saxa-Meiningen, soția regelui William al IV-lea al Regatului Unit (d. 1849)
- 1 decembrie: Nikolai Ivanovici Lobacevski, matematician rus (d. 1856)
- 6 decembrie: Maria Beatrice de Savoia, soția lui Francisc al IV-lea, Duce de Modena (d. 1840)
- 6 decembrie: Willem al II-lea al Țărilor de Jos (n. Willem Frederic George Ludovic), rege (1840-1849),  (d. 1849)

### Nedatate
- Alexandru Ipsilanti Eteristul (d. 1828)
- Iancu Văcărescu (d. 1863)

## Decese
- 23 februarie: Joshua Reynolds, 68 ani, pictor englez (n. 1723)
- 1 martie: Leopold al II-lea (n. Peter Leopold Joseph Anton Joachim Pius Gotthard), 44 ani, împărat roman (n. 1747)
- 10 martie: John Stuart, 78 ani, prim-ministru al Marii Britanii (n. 1713)
- 29 martie: Gustav al III-lea al Suediei, 46 ani, rege al Suediei (n. 1746)
- 15 mai: Maria Louisa a Spaniei, 46 ani, soția lui Leopold al II-lea (n. 1745)
- 3 septembrie: Prințesa Marie Louise de Savoia (n. Maria Luisa Teresa di Savoia), 42 ani (n. 1749)